# 独吉思忠
独吉思忠（?—?），姓独吉，本名千家奴，也作永中。金国将领，女真族。
金章宗明昌六年（1195年），独吉思忠为行尚书省都事，转任同签枢密院事。承安三年（1198年），历任兴平军节度使、西北路招讨使。独吉思忠率领七十五万屯戍军卒，增修西北边塞界壕的女墙，女墙西自坦舌、东至胡列么近六百里，只用屯戍军卒，不劳民役。因为功劳入朝为签枢密院事，转任吏部尚书。泰和四年（1204年），拜参知政事。泰和七年（1207年），参与征伐南宋，充淮南宣慰使，拜尚书右丞，节制诸军。完颜永济即位，大安元年（1209年），拜平章政事。大安三年（1211年），独吉思忠与参知政事完颜承裕（胡沙）领兵屯边。蒙古帝国成吉思汗率大军到达，蒙古前锋大将哲别掩取乌沙堡、乌月营。独吉思忠不能坚守，退守抚州宣平，又被蒙古军战败，独吉思忠解职除名。

## 延伸阅读
[在维基数据编辑]
 《金史·卷93》，出自脱脱《遼史》